# Чеприно
Чеприно — деревня в Дмитровском районе Московской области, в составе городского поселения Яхрома. Население — 2 чел. (2010). До 1954 года — центр Чепринского сельсовета. В 1994—2006 годах Чеприно входило в состав Подъячевского сельского округа.

## Расположение
Деревня расположена в западной части района, примерно в 18 км на юго-запад от города Яхромы, на правом берегу малой речки Субыч (левый приток Лутосни), высота центра над уровнем моря 234 м. Ближайшие населённые пункты на противоположном берегу реки — Фофаново на северо-западе и Глухово на юго-западе.
Ранее на склоне реки Субыч зимой работал бугельный горнолыжный подъёмник.

## Население
| 2002 | 2006 | 2010 |
| ---- | ---- | ---- |
| 6    | ↘4   | ↘2   |